# Raymūn
Raymūn är en ort i Jordanien.   Den ligger i guvernementet Jerash, i den norra delen av landet, 40 km norr om huvudstaden Amman. Raymūn ligger 848 meter över havet och antalet invånare är 6 082.
Terrängen runt Raymūn är kuperad. Runt Raymūn är det tätbefolkat, med 369 invånare per kvadratkilometer. Närmaste större samhälle är ‘Ajlūn, 8,8 km nordväst om Raymūn. Trakten runt Raymūn består till största delen av jordbruksmark.